# Sminthopsis gilberti
Sminthopsis gilberti is een roofbuideldier uit het geslacht van de smalvoetbuidelmuizen. De wetenschappelijke naam van de soort werd voor het eerst geldig gepubliceerd door Kitchener et al. in 1984.

## Kenmerken
De bovenkant is grijs, de onderkant wit, met een uitloper bij de oren. De dunne staart is even langs als of iets korter dan de kop-romp. De kop-romplengte bedraagt 80 tot 90 mm, de staartlengte 75 tot 90 mm, de achtervoetlengte 18 mm, de oorlengte 21 mm en het gewicht 14 tot 25 g.

## Leefwijze
Deze soort is 's nachts actief, leeft op de grond en eet insecten. Mogelijk vindt het dier beschutting in holen of dichte vegetatie. Van september tot december wordt er gepaard; de jongen worden in januari of februari gespeend.

## Voorkomen
De soort komt voor in West-Australië achter de kust in het zuidwesten en op Roe Plain bij de grens met Zuid-Australië.
Sminthopsis aitkeni · Sminthopsis archeri · Sminthopsis bindi · Sminthopsis boullangerensis · Sminthopsis butleri · Dikstaartsmalvoetbuidelmuis (Sminthopsis crassicaudata) · Sminthopsis dolichura · Sminthopsis douglasi · Sminthopsis froggatti · Sminthopsis fuliginosus · Sminthopsis gilberti · Sminthopsis granulipes · Sminthopsis griseoventer · Sminthopsis hirtipes · Sminthopsis leucopus · Sminthopsis macroura · Gewone smalvoetbuidelmuis (Sminthopsis murina) · Sminthopsis ooldea · Sminthopsis psammophila · Sminthopsis stalkeri · Sminthopsis virginiae · Sminthopsis youngsoni